# 丸山義二
丸山 義二（まるやま よしじ、1903年2月26日 - 1979年8月10日）は、農民作家。 

## 生涯
兵庫県揖保郡誉田村（現・たつの市）生まれ。龍野中学校（現・兵庫県立龍野高等学校）中退。農家を営み、醤油会社勤務を経て上京、「萬朝報」の記者となる。編集長を経て昭和初年退社、日本プロレタリア作家同盟に参加し、貴司山治、伊藤永之介、鶴田知也と交わる。1938年「田植酒」で芥川賞候補。農民文学懇話会の結成に参加。また上京直後の水上勉を日本農林新聞に世話した。戦後は日本農民文学会に参加。
三男（事実上の長男）に丸山工作、その下に丸山匠がいる。

## 著書
- 『農村を語る』泰文館 1930
- 『貧農の敵』リアリズム文学叢書 文学案内社 1936
- 『田舎 長篇小説』新農民文学叢書 砂子屋書房 1938
- 『銃後の土』日本公論社 1938
- 『藁屋根記 農民小説短篇集 他七篇』日本公論社 1938
- 『鍬』教材社 1939
- 『田植酒 短篇集 [他七篇]』砂子屋書房 1939
- 『土の歌』新潮社・土の文学叢書 1939
- 『村だより』赤塚書房 1939
- 『故郷の母 他七篇』日本公論社 1940
- 『庄内平野』東京朝日新聞社 1940
- 『田園に叫ぶ』日本公論社 1940
- 『南洋紀行』興亜日本社 1940
- 『夜明け』河出書房 1940
- 『吉田松陰』教材社 1940
- 『新しき故郷』新興亜社 1941
- 『皇農新風土記 食糧増産第一線を征く』河北書房 1941
- 『大陸の村つくり』興亜日本社 1941
- 『帆船天祐丸』万里閣 1941
- 『私の職域』昭和書房 1941
- 『高陽村』翼賛図書刊行会・村の調査報告 1942
- 『南洋群島』大都書房 1942
- 『ふくろしよい』春陽堂 1942
- 『瑞穂の国』桜華社出版部 1942
- 『愛国風土記』国民出版社 1943
- 『曠野』翼賛出版協会・農村建設文学叢書 1943
- 『南進広瀬中佐』国華堂日童社・少国民図書館 1943
- 『穂孕み期』大貫書房 1943
- 『吉田松陰の思想』教材社 1943
- 『現代篤農伝』東光堂 1944
- 『鯉 小説集』新大衆社 1944
- 『農人形』北光書房 1944
- 『北方処女地』時代社 1944
- 『大和心』長谷川書房 1944
- 『稲の多収穫栽培法 福井さんの米作り』大日本雄弁会講談社 1946
- 『埋火』三島書房 1946
- 『米二十石』日本出版社・日本文学選集 1946
- 『精農家の経営と技術』博友社・農業新書 1951
- 『シュワイツアー 愛と光の使徒』偕成社・偉人物語文庫 1952
- 『ご苦労さま 丸山義二対談集』「農業日本」編集部編 中部日本新聞社 1956
- 『農業日本一の技術 対談に見る創意と工夫』博友社・農業新書 1958
- 『新しい農民像』家の光協会・レインボウブックス 1964
- 『種をまく人 土に刻まれた明治百年』家の光協会 1968

復刊
- 『南洋紀行』大空社 2000 リバイバル<外地>文学選集
- 『帆船天佑丸』ゆまに書房 2001 日本植民地文学精選集
- 『南洋群島』ゆまに書房 2002 文化人の見た近代アジア

### 共編著
- 『加藤完治先生言行録』編 春陽堂書店 1943
- 『偉大な人間の歩み』島影盟、恒屋清蔵共著 泰光堂・教養選書 1954
- 『伊那谷につづる かあちゃん文集』池田憲介共編 家の光協会・レインボウブックス 1965

## 参考
- 『日本近代文学大事典』講談社、1984